# 49. Jahrhundert v. Chr.
Portal Geschichte | Portal Biografien | Aktuelle Ereignisse | Jahreskalender | Tagesartikel

◄ |
6. Jt. v. Chr. |
5. Jahrtausend v. Chr. | 4. Jt. v. Chr.  ►

◄ |
51. Jh. v. Chr. |
50. Jh. v. Chr. |
49. Jahrhundert v. Chr. |
48. Jh. v. Chr. |
47. Jh. v. Chr. |
►
Das 49. Jahrhundert v. Chr. begann am 1. Januar 4900 v. Chr. und endete am 31. Dezember 4801 v. Chr. Dies entspricht dem Zeitraum 6850 bis 6751 vor heute.

## Zeitalter, Epoche
- Mittleres Atlantikum (AT2 – 5050 bis 4550 v. Chr.). Warmer Klimaabschnitt mit erhöhtem Meeresspiegel.
- Das Neolithische Subpluvial (7500 bis 3500 v. Chr.) bringt feuchtes Klima nach Nordafrika und lässt die Sahara ergrünen.
- Mittelneolithikum (5000 bis 4500 v. Chr.) in Mitteleuropa.

## Ereignisse
- 4900 v. Chr.:

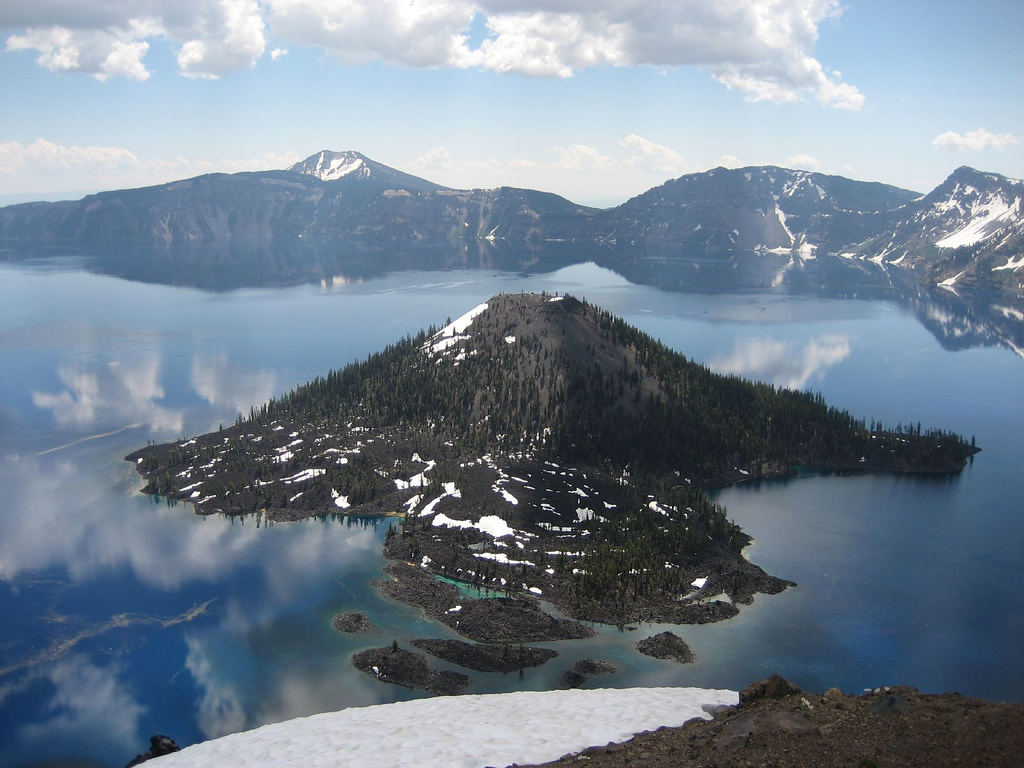
Crater Lake mit Wizard Island, Überrest der Rieseneruption des Mount Mazama

  - Die Kreisgrabenanlage von Goseck, eines der ältesten Sonnenobservatorien der Welt, wird in Sachsen-Anhalt errichtet.[1] Ihre astronomische Ausrichtung war für das Jahr 4800 v. Chr. konzipiert.
- Um 4895 v. Chr.:
  - Ausbruch des Mount Mazama (Oregon) mit einer Stärke (VEI) von 7. Die Eruption wird jedoch im GISP-Eisbohrkern mit 5677 (± 150) Jahren v. Chr. als wesentlich älter datiert.[2]
- 4850 v. Chr.:
  - Bestes Wachstumsjahr der Langlebigen Kiefer in der Borstenkiefern-Chronologie zu Beginn der Älteren Peron-Transgression.

## Archäologische Kulturen

### Kulturen in Nordafrika
- Tenerium (5200 bis 2500 v. Chr.) in der Ténéré-Wüste mit Fundstätte Gobero

### Kulturen in Mesopotamien und im Nahen Osten
- Halaf-Kultur (5500 bis 5000 v. Chr., auch 5200 bis 4500 v. Chr.) – späte Stufe
- Die Samarra-Kultur (5500 bis 4800 v. Chr.) in Nordmesopotamien – Spätphase (5000 bis 4800 v. Chr.) – verschwindet am Ende des Jahrhunderts
- Obed-Zeit (5500 bis 3500 v. Chr.) – Obed II
- Der Siedlungsplatz Hacılar Höyük in der Türkei (7030 bis 4800 v. Chr.) – Schicht I – erreicht sein Ende
- Tappe Sialk (6000 bis 2500 v. Chr.) im Iran – Sialk III

- Amuq (6000 bis 2900 v. Chr.) in der Türkei – Amuq C
- Mersin (5400 bis 2900 v. Chr.) in Anatolien – Mersin 22-20
- Eridu (ab 5300 bis ca. 1950 v. Chr.) in Mesopotamien – Eridu 19-15, Tempelbauphasen XV-XII
- Byblos im Libanon – spätes Neolithikum (5300 bis 4500 v. Chr.)
- Tappa Gaura (5000 bis 1500 v. Chr.) im Norden Mesopotamiens – Tappa Gaura 20
- Ninive (ab 6500 v. Chr.) im Norden Mesopotamiens – Ninive 3
- Susiana (5500 bis 4400 v. Chr.) im Iran
- Die Siedlung Tepe Sabz (5200 bis 4800 v. Chr.) im Iran erreicht ihr Ende
- Haggi Mohammed (5000 bis 4500 v. Chr.) in der Türkei
- Can Hasan (4900 bis 4500 v. Chr.) in der Türkei

### Kulturen in Südasien
- Mehrgarh (7000 bis 2600/2000 v. Chr.) in Belutschistan – Mehrgarh II (5500 bis 4800 v. Chr.)
- Namazgadepe (5300 bis 1700 v. Chr.) in Turkmenistan – Namazgadepe II (bis 4300 v. Chr.)

### Kulturen in Ostasien
- China:
  - Laoguantai-Kultur (6000 bis 3000 v. Chr.), oberer Gelber Fluss
  - Chengbeixi-Kultur (5800 bis 4700 v. Chr.) in Hubei
  - Dadiwan-Kultur (5800 bis 3000 v. Chr.), oberer Gelber Fluss
  - Die Xinle-Kultur (5500 bis 4800 v. Chr.) in Liaoning verschwindet am Ende des Jahrhunderts
  - Beixin-Kultur (5400 bis 4400 v. Chr.)
  - Qingliangang-Kultur (5400 bis 4400 v. Chr.)
  - Hemudu-Kultur (5200 bis 4500 v. Chr., jüngere Datierung 5000 bis 3300 v. Chr.), Zhejiang
  - Tangjiagang-Kultur (5050 bis 4450 v. Chr.) am mittleren Jangtsekiang
  - Baiyangcun-Kultur (5000 bis 3700 v. Chr., wird auch jünger datiert: 3000 bis 1700 v. Chr.), Yunnan
  - Yangshao-Kultur (5000 bis 2000 v. Chr.), Zentral- und Nordchina
- Korea:
  - Frühe Jeulmun-Zeit (6000 bis 3500 v. Chr.).
- Japan:
  - Jōmon-Zeit (10000 bis 300 v. Chr.) – Frühste Jōmon-Zeit – Jōmon II (8000 bis 4000 v. Chr.)

### Kulturen in Europa
- Nordosteuropa:
  - Grübchenkeramische Kultur (4200 bis 2000 v. Chr.) (jedoch Radiokarbondatierung: 5600 bis 2300 v. Chr.).
  - Narva-Kultur (5300 bis 1750 v. Chr.).
  - Memel-Kultur (7000 bis 3000 v. Chr.).
- Osteuropa:
  - Chwalynsk-Kultur (5200 bis 4500 v. Chr.) in Russland.
  - Kurgan-Kulturen (5000 bis 3000 v. Chr.) in Kasachstan, Russland und Ukraine.
  - Dnepr-Don-Kultur (5000 bis 4000 v. Chr.) in der Ukraine und in Russland.
- Südosteuropa:
  - Sesklo-Kultur (6850 bis 4400 v. Chr.) im nördlichen Griechenland.
  - Karanowo-Kulturen (6200 bis 4000 v. Chr.) im Süden Bulgariens – Karanowo V, frühe Kupferzeit (4950 bis 4500 v. Chr.).
  - Danilo-Hvar-Kultur (5500 bis 4000 v. Chr.) in Kroatien.
  - Vinča-Kultur (5400 bis 4500 v. Chr.) (oder auch Donauzivilisation) in Serbien, West-Rumänien, Süden Ungarns und im östlichen Bosnien.

- Mitteleuropa:

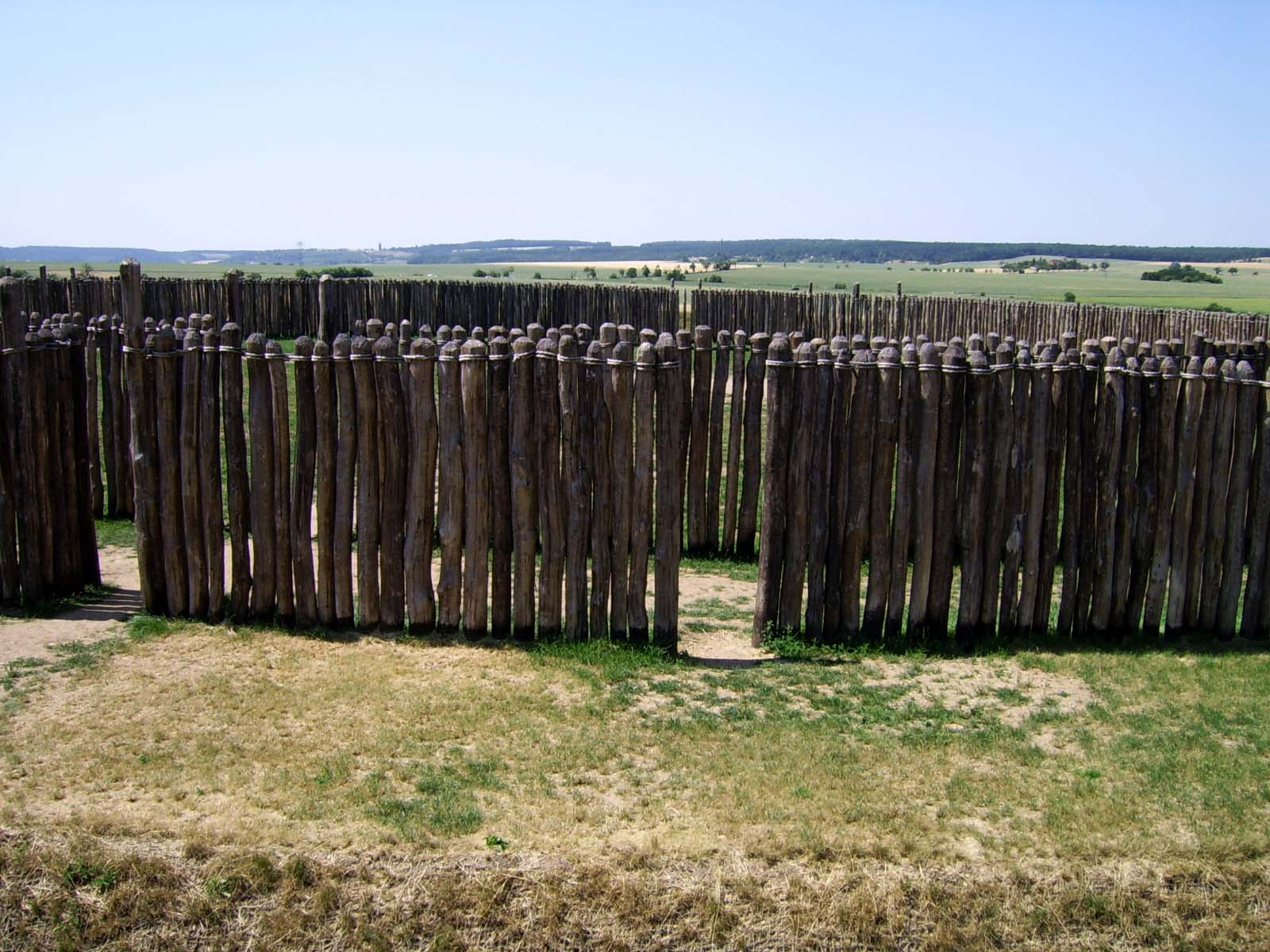
Die Kreisgrabenanlage von Goseck, erbaut um 4900 v. Chr. von Bandkeramikern

  - Bandkeramische Kultur (5600 bis 4100 v. Chr.) in Frankreich, Belgien, Deutschland, Österreich, Tschechien, Polen, Slowakei, Ungarn, Rumänien und Ukraine.
  - Theiß-Kultur (5120 bis 4490 v. Chr.) in Ungarn.
  - Ertebølle-Kultur (5100 bis 4100 v. Chr.) in Dänemark und in Norddeutschland.
  - Swifterbant-Kultur (5000 bis 3400 v. Chr.) in den Niederlanden, Belgien und Niedersachsen (in den Niederlanden datiert sie von 5700 bis 4100 v. Chr.).
  - Die Hinkelstein-Kultur (5000 bis 4800 v. Chr.) in Südwestdeutschland läuft gegen Ende des Jahrhunderts aus.
  - Beginn der Lengyel-Kultur (4900 bis 3950 v. Chr.) in Ungarn, Österreich und Tschechien.
  - Die Stichbandkeramik (4900 bis 4500 v. Chr.) erscheint in Deutschland, Tschechien und Österreich.
  - Südostbayerisches Mittelneolithikum (5000 bis 4600 v. Chr.) in Bayern – SOB I (ca. 5000 bis 4800 v. Chr.).
  - Beginn der Großgartacher Kultur (4900 bis 4700 v. Chr.) in Südwestdeutschland.
- Südeuropa:
  - Malta – Għar-Dalam-Phase (5000 bis 4500 v. Chr.).

### Kulturen in Amerika
- Nord- und Zentralamerika:
  - Archaische Periode.
  - Coxcatlán-Phase (5000–3400 v. Chr.) in Tehuacán (Mexico)
- Südamerika:
  - Chinchorro-Kultur (7020 bis 1500 v. Chr.) in Nordchile und Südperu
  - Mittlere Präkeramik (7000 bis 4000 v. Chr.) im Norden Chiles. Unterstufen Alto Barranco und Alto Aguada entlang der Pazifikküste und Rinconada im Hinterland.
  - Las-Vegas-Kultur in Ecuador (8000 bis 4600 v. Chr.)